# Circondario di Halberstadt
Il circondario di Halberstadt (in tedesco Landkreis Halberstadt) era un circondario della Sassonia-Anhalt di 74.886 abitanti, che aveva come capoluogo Halberstadt.
Già circondario durante la DDR, venne mantenuto tale anche dopo l'unificazione. Il 1º luglio 2007 è stato poi unito con i circondari di Quedlinburg e Wernigerode, a formare il nuovo Circondario dello Harz.

## Città e comuni
(Abitanti al 31 dicembre 2006)
| Città 1. Halberstadt (39.318) 2. Huy (8.592) 3. Osterwieck (3.810) 4. Schwanebeck (2.344) 5. Wegeleben (3.053) | Comuni 1. Aspenstedt (547) 2. Athenstedt (431) 3. Aue-Fallstein (5.245) 4. Berßel (736) 5. Bühne (558) 6. Danstedt (539) 7. Groß Quenstedt (1.013) 8. Harsleben (2.304) 9. Langenstein (1.929) 10. Lüttgenrode (728) 11. Nienhagen (449) 12. Rhoden (464) 13. Sargstedt (734) 14. Schauen (501) 15. Schachdorf Ströbeck (1.149) 16. Wülperode (549) |